# Лагуна де Дуеро
Лагуна де Дуеро (шп. Laguna de Duero) град је у Шпанији у аутономној заједници Кастиља и Леон у покрајини Ваљадолид. Према процени из 2017. у граду је живело 22 696 становника.

## Становништво
Према процени, у граду је 2017. живело 22 696 становника.
| 2017.  |
| ------ |
| 22.696 |